# Martwa natura: wazon ze słonecznikami
W sierpniu 1888 Vincent van Gogh rozpoczął malowanie serii obrazów, określonych przez badacza jego twórczości, Jana Hulskera, jako dzieła, które "być może bardziej, niż jakiekolwiek inne jego obrazy, uczyniły go sławnym na całym świecie. Są one często jedynymi dziełami, z którymi jest on identyfikowany". Ta seria obrazów to Słoneczniki.
Seria obejmuje sześć obrazów (siódmy, Martwa natura: wazon z pięcioma słonecznikami został zniszczony podczas drugiej wojny światowej):
1. Trzy słoneczniki w wazonie (hol. Drie zonnebloemen in een vaas, ang. Three Sunflowers in a Vase)[2]. Nr kat.: F 4539, JH 1559. Obecnie w kolekcji prywatnej w USA.
2. Martwa natura: wazon z piętnastoma słonecznikami (hol. Vijftien zonnebloemen in een vaas, ang. Still Life: Vase with Fifteen Sunflowers)[3]. Nr kat.: F 454, JH 1562. Obecnie w zbiorach National Gallery w Londynie.
3. Martwa natura: wazon z dwunastoma słonecznikami (hol. Twaalf zonnebloemen in een vaas, ang. Still Life: Vase with Twelve Sunflowers)[4]. Nr kat.: F 456, JH 1561. Obecnie w zbiorach Nowej Pinakoteki w Monachium.
4. Martwa natura: wazon z piętnastoma słonecznikami (hol. Vaas met vijftien zonnebloemen, ang. Still Life: Vase with Fifteen Sunflowers)[5]. Nr kat.: F 457, JH 1666. Ukończony w styczniu 1889. Obecnie w zbiorach Sompo Japan Museum of Art w Tokio.
5. Martwa natura: wazon z piętnastoma słonecznikami (hol. Vaas met vijftien zonnebloemen, ang. Still Life: Vase with Fifteen Sunflowers)[6]. Nr kat.: F 458, JH 1667. Ukończony w styczniu 1889. Obecnie w zbiorach Muzeum Vincenta van Gogha w Amsterdamie.
6. Martwa natura: wazon z dwunastoma słonecznikami (hol. Vaas met twaalf zonnebloemen, ang. Still Life: Vase with Twelve Sunflowers)[7]. Nr kat.: F 455, JH 1668. Ukończony w styczniu 1889. Obecnie w zbiorach Philadelphia Museum of Art w Filadelfii.

## Historia
Van Gogh zaplanował serię ze słonecznikami i pracował nad nią z zaangażowaniem w oczekiwaniu na przyjazd do Arles Paula Gauguina. W liście do brata Theo z sierpnia 1888 nie krył entuzjazmu, jaki towarzyszył mu przy malowaniu słoneczników; zaplanowaną serię określił jako symfonię w błękicie i żółcieni.
Podobnie pisał w liście do zaprzyjaźnionego malarza, Émile Bernarda z 21 sierpnia 1888:
Myślę właśnie o dekoracji mojego studia pół tuzinem obrazów ze słonecznikami. Dekoracji, na której surowe lub przełamane żółcienie wybuchną na tle różnych BŁĘKITÓW tła, od najbledszego Veronese do błękitu ciemnego, oprawione w cienkie ramy z listew, pomalowane pomarańczową farbą ołowiową.
Zaplanowana seria obrazów z motywem słoneczników przeznaczona była do powieszenia w "Żółtym Domu", pomyślanym jako wspólne z Gauguinem studio malarskie. W napisanym w tym samym czasie liście do brata Theo skonkretyzował swój pomysł: 
Maluję właśnie 3 płótna: 1) 3 duże kwiaty w zielonym wazonie, na jasnym tle (rozmiar 15), 2) 3 kwiaty, jeden, który dojrzał i stracił płatki i jeden pąk, na ciemnoniebieskim tle (rozmiar 25), 3) 12 kwiatów i pąków w żółtym wazonie (rozmiar 30). Tak więc ten ostatni będzie jasny na jasnym [tle] i, mam nadzieję, najlepszy. Chyba nie poprzestanę na tym. Mając nadzieję na wspólne mieszkanie z Gauguinem chciałbym zrobić dekorację do tego studia. Tylko wielkie słoneczniki.
i kilka dni później:
Maluję teraz czwarty obraz ze słonecznikami. Ten czwarty to bukiet 14 kwiatów na żółtym tle, podobny do martwej natury z pigwami i cytrynami, którą kiedyś namalowałem.

## Opis i analiza
Van Gogh uważał, że jego słoneczniki oddziałują tak samo, jak gotyckie witraże w oknach kościołów. Bukiet kilkunastu kwiatów przedstawionych w różnych stadiach wzrostu umieszczony jest przeważnie w glinianym wazonie. Wazony są podzielone na dwie strefy kolorystyczne i umieszczone na małej powierzchni, sięgającej dolnej krawędzi obrazu, podczas gdy bliżej nieokreślone tło podkreśla gęstą kompozycję kwiatową na pierwszym planie.
Kwiaty słonecznika mają tu podwójne znaczenie: stanowią one kwintesencję letniej Prowansji symbolizując słońce, które van Gogh z kolei rozumiał jako symbol życia (co również ukazane jest w innych jego pracach) – bujnego, szczęśliwego życia, jakie wtedy prowadził na południu Francji. Był to rzadki moment optymizmu w życiu artysty oraz entuzjazmu, z jakim oczekiwał on na przyjazd do Arles Paula Gauguina, mającego stać się, w jego zamierzeniach, mentorem powstającej kolonii artystów. Słoneczniki miały olśnić Gauguina, a zarazem być gestem przyjaźni wobec niego. Prosty kształt i mocne kolory zastosowane na obrazie stanowią widoczny wpływ japońskiej grafiki, jak i cloisonizmu z kręgu Gauguina. Kwiaty więdnące zostały oddane grubym impastem ewokując teksturę głowy słonecznika z nasionami. Van Gogh wykonał repliki tematu w styczniu 1889, i być może później latem. Różne wersje i repliki Słoneczników są przedmiotem ożywionych debat wśród badaczy twórczości artysty.
Replika nie oznacza identyczności. Na przykładzie wersji z dwunastoma słonecznikami, z których jedna znajduje się w monachijskiej Nowej Pinakotece, a druga w Muzeum Vincenta van Gogha, zauważyć można drobne, dzielące je różnice w strukturze płatków na kilku kwiatach, choć ogólna kompozycja obu obrazów oraz rozmieszczenie poszczególnych, porównywanych słoneczników pozostają zwykle takie same: 
- kwiat w lewym, górnym rogu obrazu wersji pierwszej ma więcej płatków, a dwa płatki górne są bardziej rozchylone (w wersji drugiej są one ułożone w kształcie litery ”V”),
- Kwiat w centralnej części obrazu wersji pierwszej ma środek czarny, podczas gdy w drugiej – zielonkawo-żółty,
- ciemny kwiat po lewej stronie jest niemal identyczny w obu obrazach, ale różni się kolorami, odpowiednio: czarnym i zielonym[15] oraz różnym układem dolnych płatków.

Spośród kilku wersji obrazu szczególne znaczenie mają ta z Nowej Pinakoteki w Monachium i z National Gallery w Londynie, ponieważ były one zaplanowane jako para mająca stanowić obramowanie  innego obrazu artysty, Piastunka tworząc razem z nim odświętny tryptyk w ”Żółtym Domu”.

Tryptyk zaplanowany przez van Gogha: w środku obraz Piastunki, flankowany po bokach przez dwa obrazy ze słonecznikami.
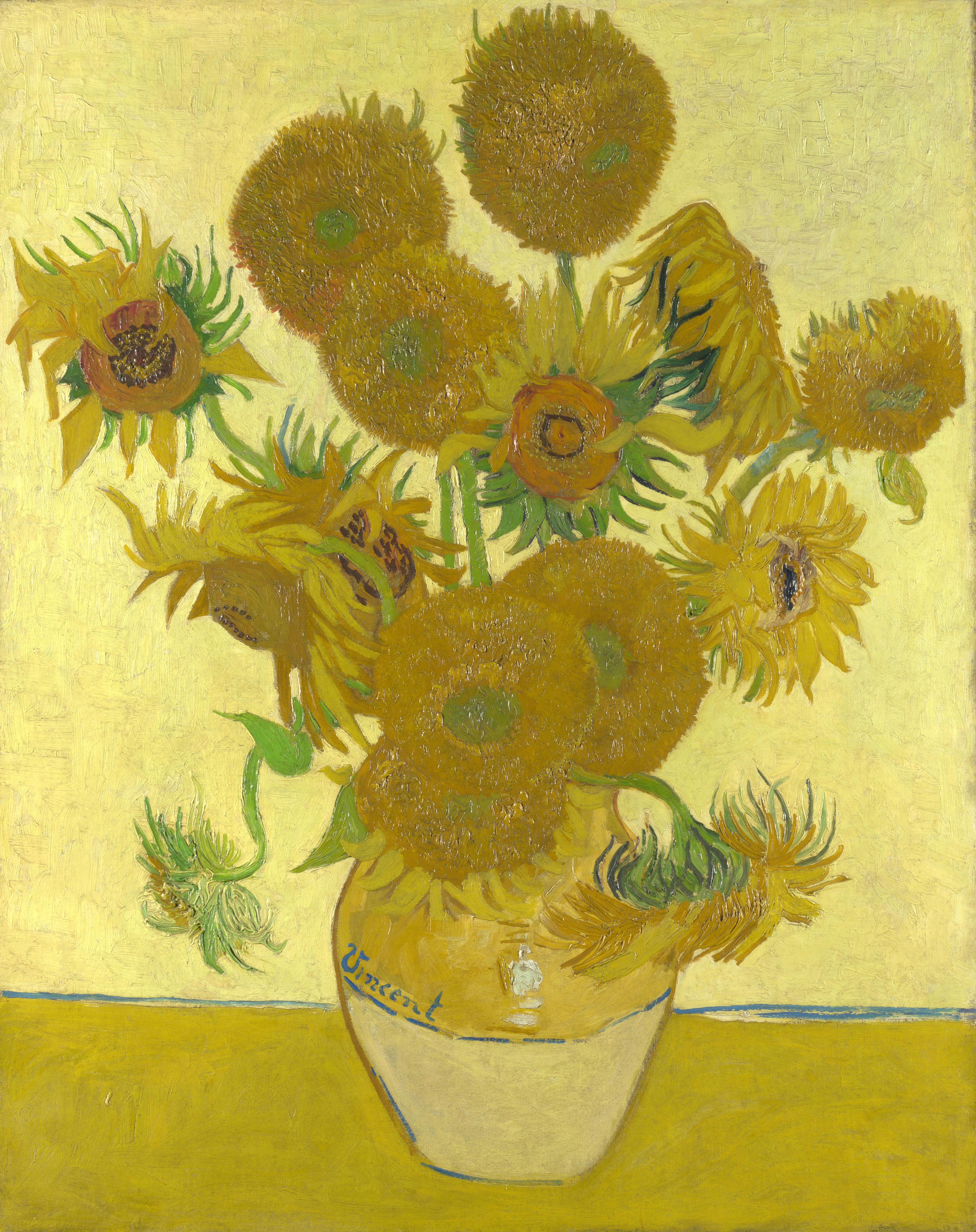
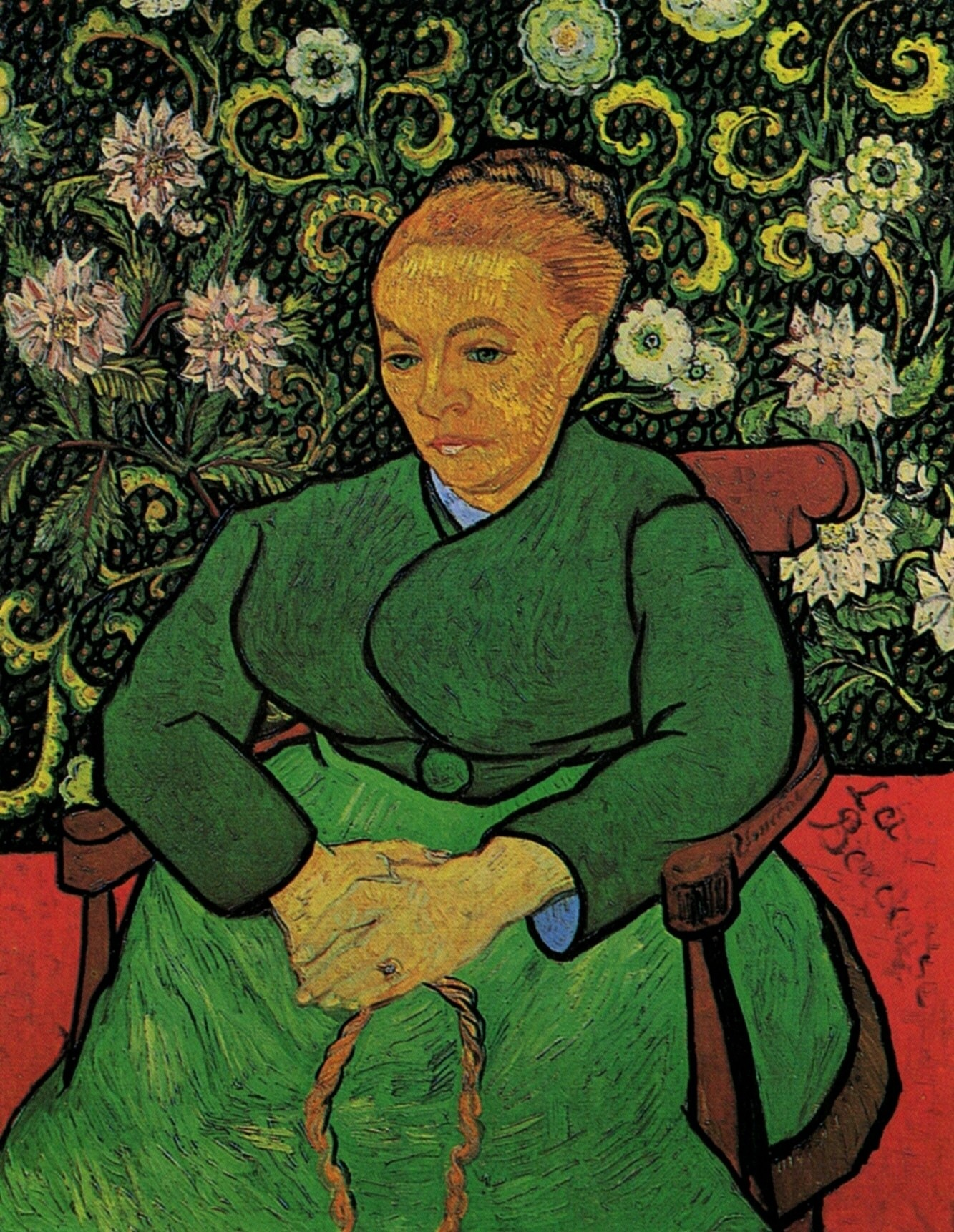
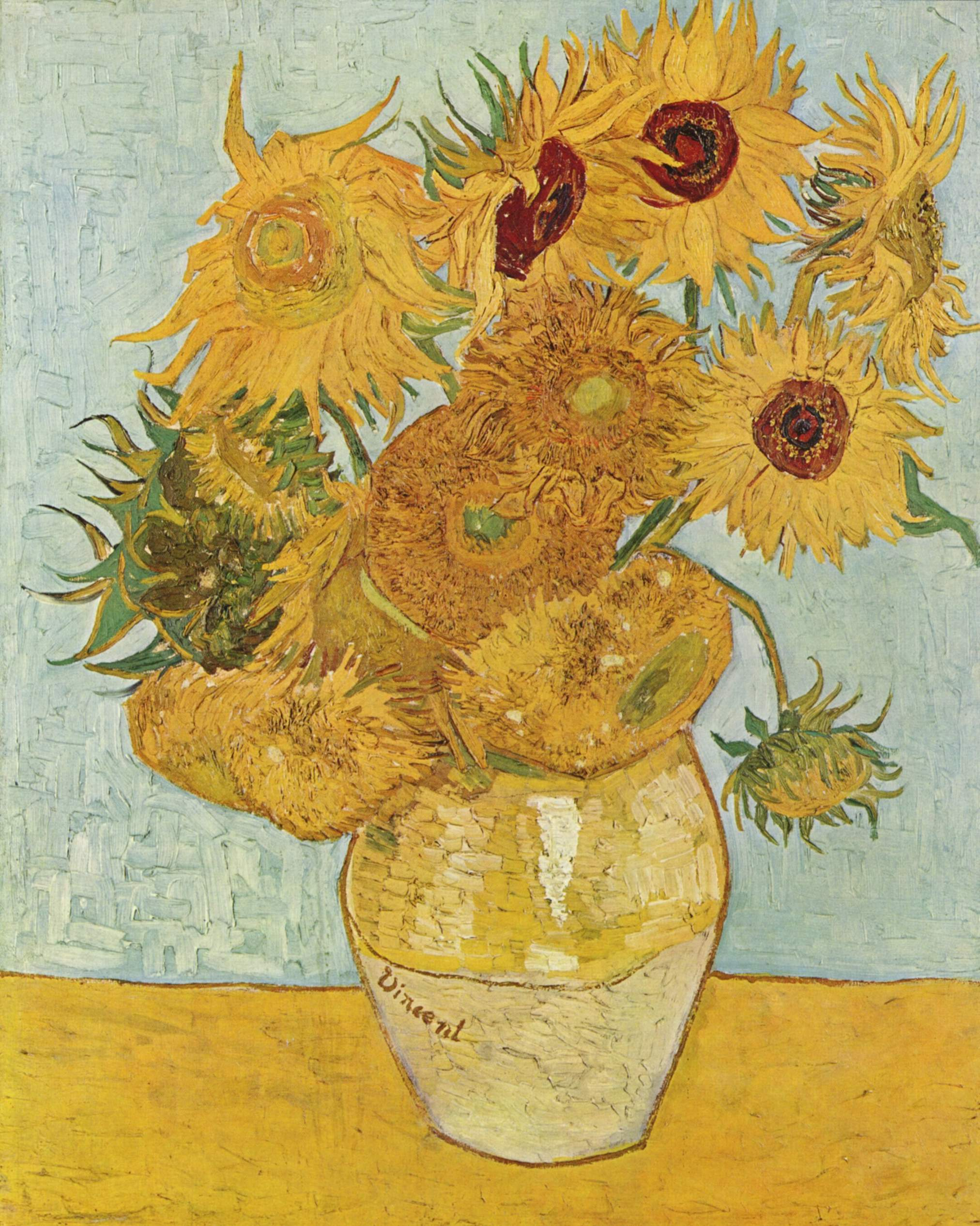

## Najdroższy ze słoneczników
Obraz Martwa natura: wazon z piętnastoma słonecznikami (nr kat. F 457) został w 1987 roku sprzedany za 40 mln dolarów prywatnemu kolekcjonerowi z Japonii, z kraju, w którym doceniano umiłowanie przez van Gogha sztuki japońskiej.

## Wirtualna prezentacja wszystkich wersjiSłoneczników
14 sierpnia 2017 roku w sieci przygotowano równoczesny pokaz wszystkich pięciu wersji Słoneczników. Prezentacja miała miejsce jako streaming na Facebooku od godz. 17.50. Na początek wirtualnej prezentacji zaplanowano streaming z National Gallery w Londynie, następnie z Muzeum Vincenta van Gogha w Amsterdamie, Nowej Pinakoteki w Monachium, Philadelphia Museum of Art i tokijskiego Sompo Japan Museum of Art. Kuratorzy każdego z muzeów przygotowali 15-minutową prelekcję na temat obrazu znajdującego się w ich w zbiorach. Obrazów tych nigdy przedtem nie udało się pokazać razem, a to z dwóch powodów:
- Po pierwsze, są to wrażliwe prace i ze względu na wymogi ochrony, albo nie mogą w ogóle podróżować, albo tylko w wyjątkowych okolicznościach,
- Po drugie Słoneczniki są prawdopodobnie najpopularniejszymi obrazami we wszystkich galeriach, które je posiadają, więc instytucje będące właścicielami bardzo niechętnie zgadzają się na wypożyczenie.

Susan Foister, zastępca dyrektora National Gallery, powiedziała, iż fizyczne zebranie tych płócien razem stanowiłoby nie lada wyzwanie i mogłoby potrwać dość długo.